# 保羅·德切列
保羅·德切列（Paolo De Ceglie，1986年9月17日—），是一位意大利足球運動員。在場上司職左後衛。
德切列首次代表尤文圖斯一隊作戰是在2006年11月6日，尤文圖斯對拿玻里的一場比賽，在第55分鐘時替下尼古拉·萊羅塔列登場。在尤文圖斯在意乙聯賽作戰的2006-07賽季，德切列共代表球隊出戰7場，并取得了進球。2007年6月，他被租借到錫耶納，尤文與錫耶納共同所有其所有權。2008-09賽季，德切列回到了尤文圖斯。
德切列也是意大利U21代表隊的隊員之一。他首次代表意大利U21國家隊出場是在2006年12月12日意大利對盧森堡的一場友誼賽，他在62分鐘時換下阿爾圖羅·盧波利。德切列也參加了2008年的北京奧運和2009年歐洲U21足球錦標賽。